# دار الإمام المازري
دار الإمام المازري للنشر والتوزيع، هي دار نشر عربية أُسست بمدينة تونس العاصمة، يوم 8 شعبان 1435 هـ الموافق لـ 6 يونيو 2014 م. وهي دار نشر تعنى بنشر الكتب العلمية الدينية والكتب العالمية المترجمة وتوفر الدار إمكانية إرسال الكتب لمعظم دول العالم. وللدار فرعان رئيسيان، الأول يقع في رادس وقد أُسس في 1 يونيو 2015م، ويقع مقر الفرع الثاني في باب الجزيرة وقد أُسس في 3 ديسمبر 2016م.